# 旬阳站
旬阳站，位于中华人民共和国陕西省安康市旬阳市城关镇，是襄渝铁路和西康铁路上的火车站，建于1970年，由西安局集团安康车务段管辖。

## 歷史
- 建于1970年。